# Turki al-Jasser
Turki al-Jasser est un journaliste saoudien, victime d'une disparition forcée puis exécuté par la monarchie saoudienne le 14 juin 2025.

## Biographie
Turki al-Jasser, habite Riyad, il écrit dans le journal saoudien al-Taqrir et tient de 2013 à 2015 un blog intitulé Al-Mashhad Al-Saudi (traduction littérale : « La scène saoudienne ») dans lequel il aborde des sujets de société tels que les droits des femmes, les territoires palestiniens occupés et la révolution égyptienne de 2011,.
Le 15 mars 2018, il disparaît et les autorités publiques refusent de communiquer toute information à sa famille. Il faut attendre 2020 pour que, à la suite d'une demande du conseil des droits de l'homme des Nations unies, la monarchie saoudienne indique qu'il est détenu dans la prison d'Al Hayer, sans précision de ce qui lui est reproché. Il peut à cette occasion passer un seul et unique appel téléphonique à sa famille,.
La même année puis en 2020 court la rumeur de sa mort sous la torture.
Selon l'ONG de défense des droits humains ALQST (en), les autorités saoudiennes l'auraient suspecté d'être le détenteur du compte Twitter « Kashkool », qui critiquait la corruption au sein de la famille royale saoudienne et les violations des droits de l'homme par celle-ci,.
Aucune nouvelle de Turki al-Jasser ne parvient à sa famille ou aux ONG de défense des droits humains jusqu'à l'annonce de son exécution par le ministère de l'Intérieur saoudien, le 14 juin 2025, après sept ans de détention, pour « trahison, collaboration avec l'étranger, financement du terrorisme et mise en danger de la sécurité et de l'unité nationales »,,. Il s'agit de la première exécution connue d'un journaliste sous le règne de Mohammed ben Salmane, soupçonné d'avoir commandité l'assassinat de Jamal Khashoggi en 2018. De nombreux internautes sont en prison, en Arabie Saoudite, cette exécution renouvelle les craintes sur d’éventuelles autres mises à mort de dissidents, en Arabie Saoudite.